# Naturpark Seebenstein

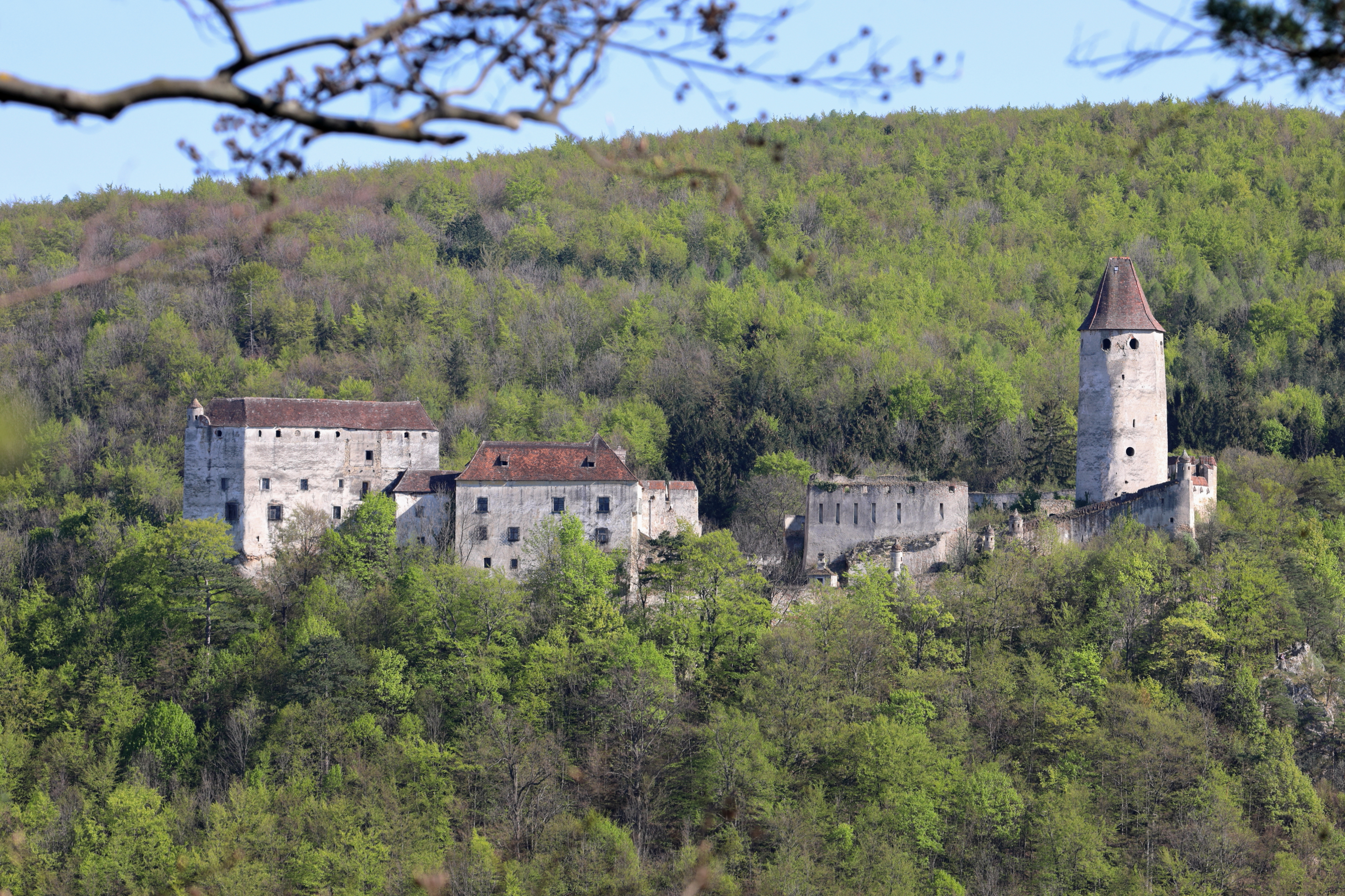
Burg Seebenstein im Naturpark

Der Naturpark Seebenstein liegt südlich der Ortschaft Seebenstein am Westrand der Buckligen Welt im südöstlichen Niederösterreich. Der Naturpark bildet einen Teil des Landschaftsschutzgebietes Seebenstein-Scheiblingkirchen-Thernberg. Er wurde 1987 gegründet.
In der Umgebung des Ortsbereich und der Burg Seebenstein befindet sich eine Parklandschaft, die nach Süden in ein ausgedehntes Waldgebiet mit kleinräumigen Eichen-Hainbuchen-Wäldern und Schwarzföhrenbeständen
übergeht. Am Ortsrand befindet sich auch die etwa 10 Meter tiefe Templerhöhle, in der sich nach Auflösung des Templerordens einige Tempelritter versteckt haben sollen.
An der am Westrand des Gebiets verlaufenden Pitten sind Auwaldreste vorhanden.
Der Naturpark grenzt im Norden an den Naturpark Türkensturz an.